# Eddie Money
Pour les articles homonymes, voir Money.
Eddie Money, né le 21 mars 1949 à New York et mort le 13 septembre 2019 à Los Angeles, est un chanteur américain de rock.

## Biographie
Edward Joseph Mahoney, né le 21 mars 1949, s’est tourné vers la musique au milieu des années 1970, après une brève carrière d’officier de police à la NYPD. Il déménage en Californie et signe en 1976 un contrat à la CBS Records avec le manager-promoteur Bill Graham.
Il sortit en 1977 son premier album, Eddie Money, et son premier succès, Two Tickets to Paradise, qui se plaça tout de suite dans le Top 40, et Baby Hold On. Suivirent les albums à succès comme Life for the Taking, No Control ou encore Can't Hold Back, dans lesquels figurent d'autres titres majeurs tels Wanna Go Back, Take Me Home Tonight (en), ou Gimme Some Water. Dans les années 1980, Eddie fut l’un des premiers artistes à utiliser MTV comme un véritable instrument de « popularisation ». Avec quelque trente clips vidéo, on peut dire qu’il n’avait pas peur du petit écran.
Cependant, sa popularité fait des bonds et varie à cette période-là. En effet, malgré son attitude positive typique, il vit comme un vrai rocker, et est victime de l'alcool et de la drogue. Mais à la suite d'une cure il devient « clean et sobre », et relance magnifiquement sa carrière en 1988 avec Nothing to Lose puis Right Here.
Désormais sorti de l'agitation de la compétition au top 50, Eddie Money se concentre dans les années 1990 sur ce qu'il aime : sa famille, la musique, ses fans. Il sort en 1999 le remarquable Ready Eddie et en 2006 Wanna Go Back, album où il reprend les titres Blues et Rythm'N'Blues qu'il aimait dans son enfance...

## Musique
Eddie Money a assez marqué les années 1970-1980 aux États-Unis. Musicalement parlant, il n'a pas révolutionné le rock populaire américain. Mais comme Alice Cooper, le chanteur a pu s'appuyer trente ans durant sur une valeur sûre : sa voix remarquable, unique, reconnaissable, et inchangée. De plus c'est un bon musicien, puisqu'il touche au saxophone, à l'harmonica et au piano. Aux États-Unis, il fait encore une soixantaine de concerts par an, et étant toujours très populaire, peut compter sur un public fidèle.
Sa musique, classée Pop-FM durant une longue partie de sa carrière, a évolué dans les années 1990 en approchant une tendance plus dure, voisinant le Hard Rock. Mais son œuvre vire souvent sur le blues, jazz...

## Vie privée et décès
En 1980, après avoir bu de la vodka, Money a fait une overdose d'un barbiturique synthétique qu'il a pris pour de la cocaïne. Il subit des lésions au nerf sciatique de la jambe gauche, est incapable de marcher pendant des mois et boite de façon permanente par la suite.
Le jour de la Saint-Valentin 1984 à Moraga, en Californie, Money épouse Margo Lee Walker, une étudiante de Los Angeles. Money et sa fiancée ont essayé de garder le mariage privé, "mais une foule de fans adolescents hurlants s'est présentée".
Money a épousé Laurie Harris en 1989. Ensemble, ils ont eu cinq enfants : Zachary, Jessica, Joseph, Julian et Desmond. Ils ont été mariés pendant 30 ans et ont renouvelé leurs vœux trois mois avant sa mort.
En mars 2000, Money a acheté une maison à Westlake Village, en Californie, où il a vécu avec sa famille. Au début des années 2000, il possède également une maison à Island Estates, une communauté fermée de Palm Coast, en Floride, qu'il appelle "mon endroit pour jouer au golf, être créatif, aller à la pêche, faire du surf et m'amuser".
En 2001, Money s'inscrit à un programme en 12 étapes pour faire face à sa consommation d'alcool et promet à sa femme et à ses enfants qu'il changera. En 2003, il a déclaré qu'il était abstinent et sobre.
Money - qui fumait des cigarettes depuis des années - a contracté une pneumonie à la suite d'une opération mini-invasive de remplacement de la valve cardiaque en juillet 2019, ce qui l'a obligé à annuler des dates de tournée. Le 24 août 2019, il révèle qu'on lui a diagnostiqué un cancer de l'œsophage de stade 4. Il meurt de complications du cancer à l'hôpital Keck de l'USC à Los Angeles le 13 septembre 2019, à l'âge de 70 ans. Un an plus tard, sa famille a intenté une action en justice pour mort injustifiée contre l'hôpital, avec une allégation supplémentaire de faute médicale.

## Discographie
- 1977 - Eddie Money
- 1978 - Life for the Taking
- 1980 - Playing for Keeps
- 1983 - No Control
- 1985 - Where's the Party
- 1986 - Can't Hold Back (en)
- 1988 - Nothing to Lose
- 1991 - Right Here
- 1992 - Unplug It in
- 1995 - Love and Money
- 1997 - Shakin' With the Money Man
- 1999 - Ready Eddie
- 2006 - Wanna Go Back
- 2019 - Brand New Day